# Горан Церовић
Горан Церовић (Пљевља, 24. април 1988) је црногорски професионални бициклиста и први побједник црногорског првенства у друмској вожњи.

## Каријера
Године 2012, је дисквалификован са Тура Хелас, а трку око Србије завршио је на 93 месту. 2013. је завршио класик Београд—Чачак на 55 месту. 2014. је освојио треће мјесто на моунтајн бајк трци у Бијелом Пољу, завршио је иза Црногорца Демира Мулића и Србина Алексе Марића.
Године 2015, је завршио на 28 месту на Туру Чанакале, у Турској, а касније у априлу освојио је десето мјесто на Балканском првенству, воженом од Теслића до Бања Луке. У мају, освојио је четврто мјесто на класику Херцеговине, воженом у Мостару, завршио је 6 минута иза побједника Душана Калабе из Србије. Шест дана касније, освојио је бронзу на МТБ купу Србије, завршио је минут и 15 секунди иза победника. 28. јуна, на пвом првенству Црне Горе у друмској вожњи, воженој у Пљевљима, Церовић је побиједио са минут и 28 секунди испред Демира Мулића. На МТБ купу Њемачке, у Солингену, завршио је на 14 месту. 22. децембра 2015. проглашен је за најбољег спортисту Пљеваља.
Године 2016, учествовао је на МТБ Салкано купу у Инстанбулу и завршио је на 21 месту. На националном првенству у друмској вожњи, освојио је треће мјесто, а у моунтајн бајку освојио је друго мјесто, првенство у обје дисциплине освојио је Демир Мулић. На трци Меморијал сви тузлански бииклисти, дугој 26 километара, освојио је друго мјесто. Касније у августу, у два дана на тркама у Хрватској, забиљежио је обје побједе, уз рекорд стазе другог дана. На првом Еврпоском првенству у друмској вожњи, Церовић је једини црногорски представник